# Kavaklı (Kırklareli)
Kavaklı (auch Kavaklija, bulgarisch Каваклия/Каваклъ) ist eine Gemeinde im türkischen Thrakien im zentralen Landkreis der Provinz Kırklareli in Ostthrakien. Das Dorf liegt etwa 15 km südlich der Provinzhauptstadt Kırklareli.

## Geschichte
Im 19. Jahrhundert war Kavaklı ein bulgarisches Dorf (siehe Thrakische Bulgaren) in der kaza Kırklareli im Vilâyet Edirne. 1873 bestand das Dorf aus 314 Haushalten mit 1846 Bulgaren
Nach dem Russisch-Osmanischen Krieg von 1877 bis 1878 siedelten sich erste Familien in Rasgrad und Tutrakan im befreiten Bulgarien nieder. Laut einer Statistik von Ljubomir Miletitsch hatte Kavaklı im Jahre 1900 etwa 1.090 Einwohner, die alle christliche Bulgaren waren.
Nach dem Ausbruch des Balkankrieges im Jahr 1912 kämpften 14 Freiwillige aus Kavaklı im Makedonien-Adrianopel-Freiwilligen-Korps der bulgarischen Armee. 1913 nach dem Ausbruch des Zweiten Balkankrieges, als die türkische Armee Ostthrakien zurückeroberte, flüchtete die gesamte bulgarische Bevölkerung von Kavaklı nach Bulgarien. Flüchtlinge aus Kavaklı wurden in Dolno Eserowo (50 Familien), in Laka (32 Familien), in Bratowo (25 Familien), in Wojnika (25 Familien), in Wetren (24 Familien), in Rawnez (23 Familien), in Poroj (10 Familien), in Koschariza (8 Familien), in Wesselie (7 Familien) sowie weitere Familien in Burgas, in Warna, in Sosopol, in Banewo, in Debelt, in Fakija, in Malka Poljana, in Twardiza und anderen Orten angesiedelt.

## Geboren in Kavaklı
- Iwan Kotkow (1858–1901), bulgarischer Revolutionär
- Konstantin Petkanow (1891–1952), bulgarischer Wissenschaftler und Schriftsteller